# نسخه ویژه تب گرمسیری تورا-سان
نسخه ویژه تب گرمسیری تورا-سان ((به ژاپنی: 男はつらいよ 寅次郎ハイビスカスの花 特別篇l)) یک فیلم کمدی ژاپنی محصول ۱۹۹۷ به کارگردانی یوجی یامادا است. این فیلم چهل و نهمین فیلم از مجموعه محبوب و طولانی‌مدت اوتوکو وا تسورای یو است.
کیوشی آتسومی، که تا کنون آهنگ این سری از فیلم را اجرا کرده بود، درگذشت، بنابراین آکی یاشیرو به جای آن آواز می‌خواند.